# Wolkencluster
Een wolkencluster is een concentratie van onweersbuien, vaak met convectiewolken. Dit mesoschaal convectieve systeem (MCS) ontstaat in convergentiezones van mesoschaal en heeft een levensduur van enkele uren tot een dag. In gematigde streken kunnen ze een paar honderd kilometer groot zijn en worden ze wel mesoschaal convectieve complexen (MCC) genoemd. In de tropen ontstaan ze in de intertropische convergentiezone en kunnen ze uitgroeien tot zo'n duizend kilometer. Hoewel kleinere, geïsoleerde cumulus en cumulonimbus daar veel vaker voorkomen, beheersen wolkenclusters door hun omvang het weerbeeld in de tropen. Ze spelen daar ook een rol bij de vorming van tropische cyclonen.
Door hun grootte zijn ze niet te herkennen met het blote oog of zelfs met een weerradar, maar duurde het tot de komst van weersatellieten voor het systeem met de uitgebreide cirrus met daaronder cumulonimbi herkend werd. Er is onderscheid te maken tussen wolkenclusters die gepaard gaan met buienlijnen (squall clusters) en die zonder (nonsquall clusters). De laatste vorm komt het meest voor.